# Dąbie (Natura 2000)
Dąbie (PLH120064) – projektowany specjalny obszar ochrony siedlisk, aktualnie obszar mający znaczenie dla Wspólnoty, położony na Wyżynie Miechowskiej, w Klonowie, na terenie gminy Racławice. Leży w obrębie Obszaru Chronionego Krajobrazu Wyżyny Miechowskiej. Zajmuje powierzchnię 4,01 ha. Niemal połowę (46,6%) powierzchni obszaru chroni dodatkowo rezerwat przyrody Dąbie.

## Typy siedlisk przyrodniczych
W obszarze podlegają ochronie dwa siedliska z załącznika I dyrektywy siedliskowej:
- murawa kserotermiczna (Inuletum ensifoliae)
- grąd (Tilio-Carpinetum)

## Flora
Występują tu dwa gatunki roślin z załącznika II: obuwik pospolity (Cypripedium calceolus) i dziewięćsił popłocholistny (Carlina onopordifolia).
Dodatkowo, występują tu liczne gatunki roślin objętych ochroną gatunkową lub zagrożonych:
- miłek wiosenny (Adonis vernalis)

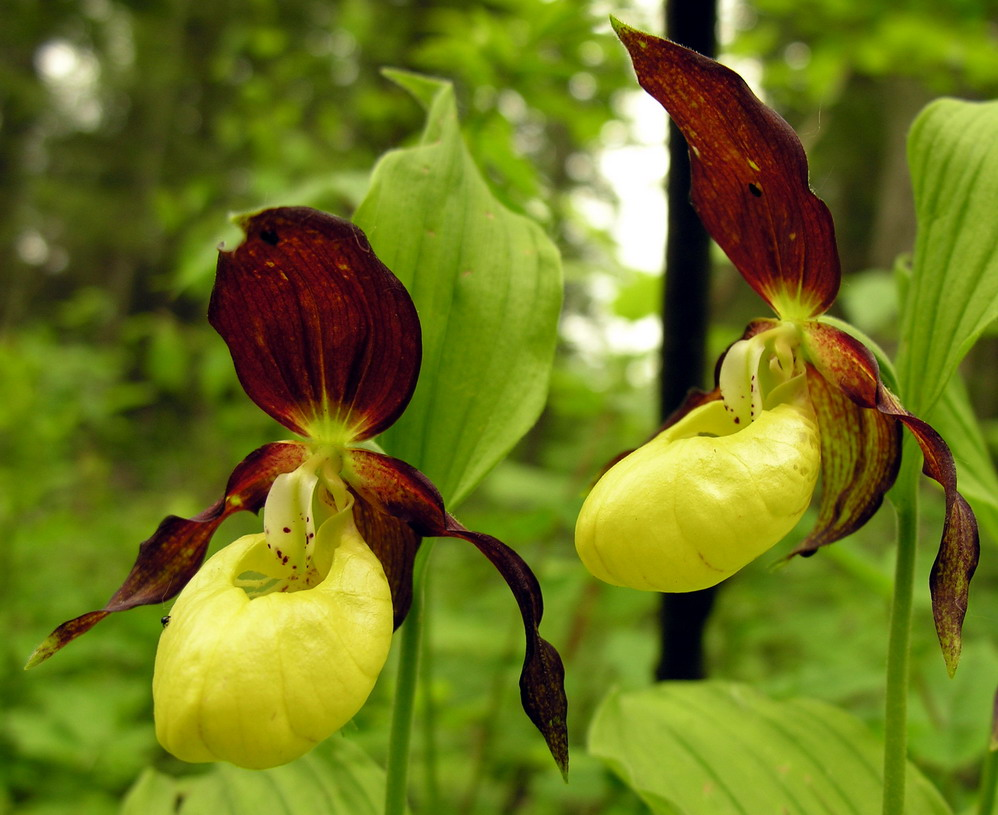
Obuwik pospolity

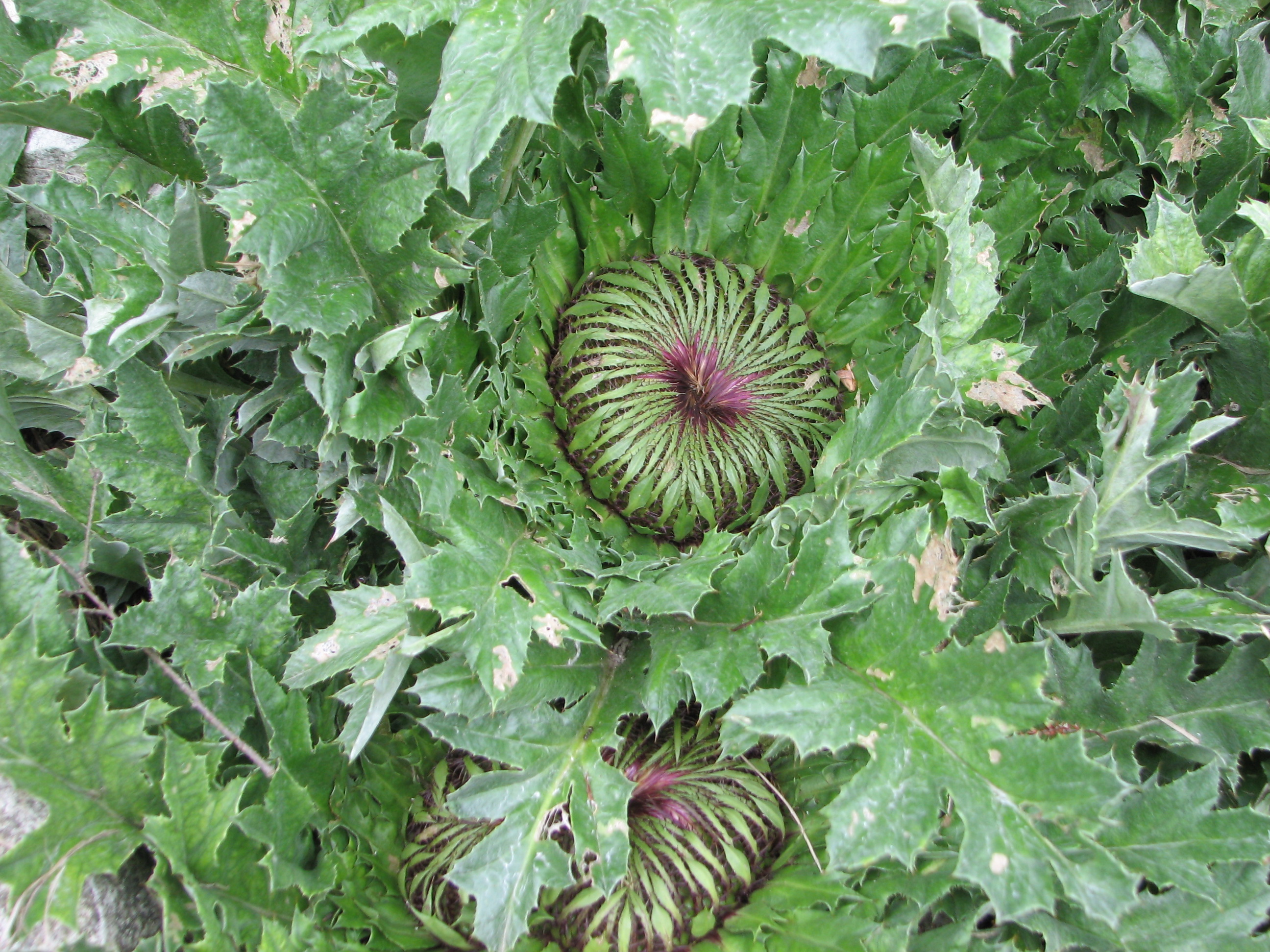
Dziewięćsił popłocholistny

- zawilec wielkokwiatowy (Anemone sylvestris)
- orlik pospolity (Aquilegia vulgaris)
- kopytnik pospolity (Asarum europaeum)
- dziewięćsił bezłodygowy (Carlina acaulis)
- centuria pospolita (Centaurium erythraea)
- buławnik wielkokwiatowy (Cephalanthera damasonium)
- buławnik mieczolistny (Cephalanthera longifolia)
- wiśnia karłowata (Cerasus fruticosa)
- pluskwica europejska (Cimicifuga europaea)
- ostrożeń pannoński (Cirsium pannonicum)
- powojnik prosty (Clematis recta)
- konwalia majowa (Convallaria majalis)
- wawrzynek wilczełyko (Daphne mezereum)
- kruszczyk szerokolistny (Epipactis helleborine)
- kruszyna pospolita (Frangula alnus)
- przytulia wonna (Galium odoratum)
- gółka długoostrogowa (Gymnadenia conopsea)
- bluszcz pospolity (Hedera helix)
- lilia złotogłów (Lilium martagon)
- len złocisty (Linum flavum)
- len włochaty (Linum hirsutum)
- gnieźnik leśny (Neottia nidus-avis)
- dwulistnik muszy (Ophrys insectifera)
- storczyk męski (Orchis mascula)
- storczyk kukawka (Orchis militaris)
- storczyk drobnokwiatowy (Orchis ustulata)
- podkolan biały (Platanthera bifolia)
- pierwiosnek lekarski (Primula veris)
- kalina koralowa (Viburnum opulus)